# El Tío (demone)

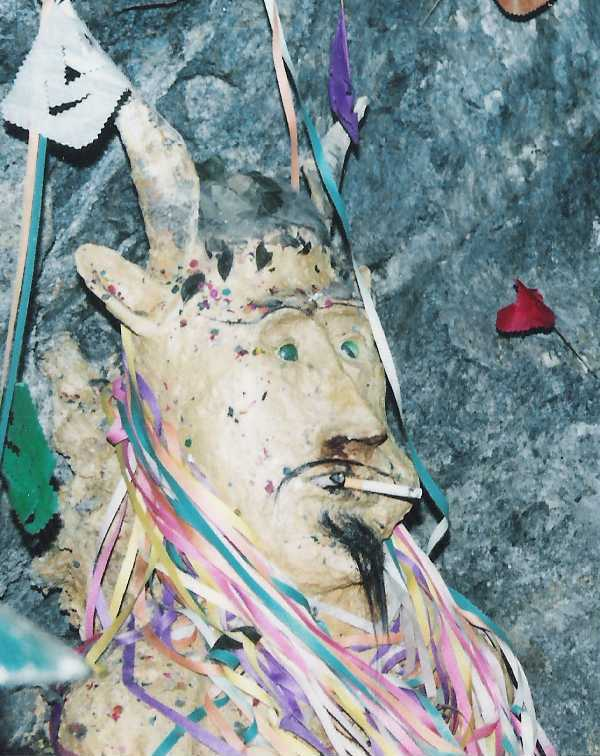
Fantoccio raffigurante El Tío nella miniera di Potosí nel 1993.

El Tío (lo zio) è il nomignolo spagnolo utilizzato per indicare uno spirito della tradizione Boliviana, in particolare del folclore legato alla città di Potosí. Trattasi di una variante locale di Supay, Dio dell'oltretomba delle mitologie inca e aymara. Descritto e rappresentato con fattezze che richiamano il classico demone della mitologia cristiana, El Tío è di fatto il signore degli inferi e padrone delle montagne. Il demone è al centro di una serie di leggende e rituali pagani diffusi soprattutto tra i minatori del Cerro Rico, la più grande miniera d'argento del mondo al cui interno è possibile trovare dei fantocci raffiguranti El Tío ai quali i "devoti" offrono alcol, sigarette, foglie di coca ed altri oggetti comuni del luogo nonché veri e propri sacrifici rituali di lama il cui sangue viene raccolto per poi essere gettato sull'entrata della miniera, in modo da compiacere l'idolo ed ottenere così protezione.

## Curiosità
Il video musicale della canzone La la la dell'artista britannico Naughty Boy è ispirato ad una leggenda Boliviana del XIX secolo che vede protagonista un bambino sordo in grado di impedire a El Tío di lanciare maledizioni contro gli uomini.